# Nigeriaans curlingteam (gemengd)
Het Nigeriaans curlingteam vertegenwoordigt Nigeria in internationale curlingwedstrijden.

## Geschiedenis
De Nigeriaanse Curlingfederatie werd in 2018 opgericht. Hiermee werd Nigeria het land dat curling in Afrika introduceerde. Het gemengde team debuteerde op het WK 2019 in het Schotse Aberdeen. Het team van skip Tijani Cole wist geen enkele wedstrijd te winnen. Nigeria won zijn eerste wedstrijd op het WK van 2022. Chinees Taipei werd met 10-8 verslagen.

## Nigeria op het wereldkampioenschap
| Jaar | Plaats        | Skip             | WG            | W             | V             | PV            | PT            |
| ---- | ------------- | ---------------- | ------------- | ------------- | ------------- | ------------- | ------------- |
| 2015 | Geen deelname | Geen deelname    | Geen deelname | Geen deelname | Geen deelname | Geen deelname | Geen deelname |
| 2016 | Geen deelname | Geen deelname    | Geen deelname | Geen deelname | Geen deelname | Geen deelname | Geen deelname |
| 2017 | Geen deelname | Geen deelname    | Geen deelname | Geen deelname | Geen deelname | Geen deelname | Geen deelname |
| 2018 | Geen deelname | Geen deelname    | Geen deelname | Geen deelname | Geen deelname | Geen deelname | Geen deelname |
| 2019 | 38            | Tijani Cole      | 7             | 0             | 7             | 7             | 106           |
| 2022 | 31            | Harold Woods III | 8             | 1             | 7             | 29            | 89            |
| 2023 | 28            | Harold Woods III | 7             | 1             | 6             | 21            | 70            |
| 2024 | 35            | Harold Woods III | 7             | 1             | 6             | 22            | 65            |

Andorra · Australië · België · Brazilië · Canada · China · Chinees Taipei · Denemarken · Duitsland · Engeland · Estland · Filipijnen · Finland · Frankrijk · Hongarije · Hongkong · Ierland · India · Israël · Italië · Japan · Kazachstan · Kenia · Kosovo · Kroatië · Letland · Litouwen · Luxemburg · Mexico · Nederland · Nieuw-Zeeland · Nigeria · Noorwegen · Oekraïne · Oostenrijk · Polen · Portugal · Puerto Rico · Roemenië · Rusland · Schotland · Servië · Slovenië · Slowakije · Spanje · Tsjechië · Turkije · Verenigde Staten · Wales · Wit-Rusland · Zuid-Korea · Zweden · Zwitserland